# Coupe de Biélorussie de football 2012-2013
Navigation
Coupe de Biélorussie 2011-2012 Coupe de Biélorussie 2013-2014
La Coupe de Biélorussie 2012-2013 est la 22e édition de la Coupe de Biélorussie depuis la dissolution de l'URSS. Elle prend place entre le 13 juin 2012 et le 26 mai 2013, date de la finale au stade Torpedo de Jodzina.
Un total de 48 équipes prennent part à la compétition, cela inclut l'intégralité des clubs de la saison 2012 des trois premières divisions biélorusses, à l'exception de quatre équipes réserves, auxquelles s'ajoutent six équipes amateurs ayant remporté leurs coupes régionales respectives, les qualifiant ainsi pour la coupe nationale.
La compétition suivant un calendrier sur deux années, contrairement à celui des championnats biélorusses qui s'inscrit sur une seule année, celle-ci se trouve de fait à cheval entre deux saisons de championnat ; ainsi pour certaines équipes promues ou reléguées durant la saison 2012, la division indiquée peut varier d'un tour à l'autre.
Le FK Minsk remporte sa première coupe nationale à l'issue de la compétition au détriment du Dinamo Minsk. Cette victoire permet au club de se qualifier pour le deuxième tour de qualification de la Ligue Europa 2013-2014 ainsi que pour l'édition 2014 de la Supercoupe de Biélorussie.

## Seizièmes de finale
Les équipes de la première division 2012 font leur entrée à partir de ce tour.
| Date             | Locaux                     | Score                | Visiteurs                 |
| ---------------- | -------------------------- | -------------------- | ------------------------- |
| 19 juillet 2012  | FK Smarhon (D2)            | 1 - 3                | (D1) Nioman Hrodna        |
| 19 juillet 2012  | Beltransgaz Slonim (D3)    | 4 - 1                | (D2) Granit Mikachevitchy |
| 21 juillet 2012  | Zvyazda-BDU Minsk (D3)     | 0 - 2                | (D2) SKVITCH Minsk        |
| 21 juillet 2012  | FK Lida (D2)               | 0 - 2                | (D1) Slavia Mazyr         |
| 21 juillet 2012  | FK Jlobine (D3)            | 0 - 2                | (D2) Belchina Babrouïsk   |
| 21 juillet 2012  | Khimik Svietlahorsk (D2)   | 0 - 2                | (D2) FK Haradzeïa         |
| 21 juillet 2012  | FK Sloutsk (D2)            | 1 - 2                | (D2) Dniepr Mahiliow      |
| 21 juillet 2012  | Isloch Minsk Raion (D3)    | 0 - 3                | (D1) FK Minsk             |
| 21 juillet 2012  | FK Vitebsk (D2)            | 1 - 2                | (D1) Torpedo Jodzina      |
| 21 juillet 2012  | Nioman Masty (D3)          | 1 - 7                | (D1) Dinamo Brest         |
| 21 juillet 2012  | DBK Homiel (D2)            | 0 - 2                | (D2) Biaroza-2010         |
| 22 juillet 2012  | FK Polotsk (D2)            | 1 - 1 ap (6 - 7 tab) | (D1) FK Homiel            |
| 22 août 2012     | Vedrytch-97 Retchytsa (D2) | 0 - 1                | (D1) Dinamo Minsk         |
| 6 septembre 2012 | Volna Pinsk (D2)           | 0 - 0 ap (3 - 2 tab) | (D1) Naftan Novopolotsk   |
| 8 septembre 2012 | Homieltchygountrans (D3)   | 0 - 1                | (D1) Chakhtior Salihorsk  |
| 9 septembre 2012 | FK Roudensk (D2)           | 0 - 4                | (D1) BATE Borisov         |

## Huitièmes de finale
| Date              | Locaux                   | Score                | Visiteurs               |
| ----------------- | ------------------------ | -------------------- | ----------------------- |
| 26 septembre 2012 | Slavia Mazyr (D1)        | 1 - 5                | (D1) Dinamo Brest       |
| 26 septembre 2012 | Dinamo Minsk (D1)        | 3 - 1                | (D2) Volna Pinsk        |
| 26 septembre 2012 | Belchina Babrouïsk (D1)  | 1 - 0                | (D2) Biaroza-2010       |
| 26 septembre 2012 | Dniepr Mahiliow (D2)     | 1 - 2                | (D2) SKVITCH Minsk      |
| 26 septembre 2012 | Chakhtior Salihorsk (D1) | 3 - 0                | (D3) Beltransgaz Slonim |
| 11 octobre 2012   | FK Haradzeïa (D2)        | 0 - 2                | (D1) FK Minsk           |
| 13 octobre 2012   | BATE Borisov (D1)        | 0 - 1                | (D1) Torpedo Jodzina    |
| 21 novembre 2012  | Nioman Hrodna (D1)       | 1 - 1 ap (4 - 5 tab) | (D1) FK Homiel          |

## Quarts de finale
| Date         | Locaux                  | Score                | Visiteurs                |
| ------------ | ----------------------- | -------------------- | ------------------------ |
| 16 mars 2013 | Dinamo Minsk (D1)       | 0 - 0 ap (4 - 2 tab) | (D1) Chakhtior Salihorsk |
| 16 mars 2013 | Belchina Babrouïsk (D1) | 1 - 4                | (D1) Torpedo Jodzina     |
| 17 mars 2013 | SKVITCH Minsk (D2)      | 1 - 0 ap             | (D1) Dinamo Brest        |
| 17 mars 2013 | FK Minsk (D1)           | 3 - 2                | (D1) FK Homiel           |

## Demi-finales
| Date         | Locaux            | Score | Visiteurs            |
| ------------ | ----------------- | ----- | -------------------- |
| 3 avril 2013 | FK Minsk (D1)     | 1 - 0 | (D1) Torpedo Jodzina |
| 3 avril 2013 | Dinamo Minsk (D1) | 5 - 0 | (D2) SKVITCH Minsk   |

## Finale
Le Dinamo Minsk dispute sa septième finale de coupe depuis 1992 tandis que le FK Minsk atteint ce stade pour la deuxième fois d'affilée après sa défaite de la saison précédente. Ce dernier l'emporte finalement à l'issue de la séance de tirs au but sur le score de 4-1 après un match nul un partout et remporte la coupe pour la première fois de son histoire.
| Entraîneur :  |
| Oleh Protasov |

| Entraîneur :      |
| Vadim Skripchenko |

| Entraîneur :  |
| Oleh Protasov |

| Entraîneur :      |
| Vadim Skripchenko |